# Comité central du Parti communiste chinois
Le Comité central du Parti communiste chinois (chinois : 中国共产党中央委员会 ; pinyin : Zhōngguó Gòngchǎndǎng Zhōngyāng Wěiyuánhuì) est la plus haute autorité du Parti communiste chinois (PCC) entre deux sessions du congrès du PCC. Ses deux cents membres désignent les membres du Bureau politique du Parti (en russe : Politburo), les membres du Comité permanent du Bureau politique et le secrétaire général du Parti.

## Schéma politique du Parti communiste chinois
|  |  |  |  |  |  | Secrétaire général                                     |  |  |  |  |  |  |  |
|  |  |  |  |  |  | Comité permanent7 membres (dont le secrétaire général) |  |  |  |  |  |  |  |
|  |  |  |  |  |  |                                                        |  |  |  |  |  |  |  |
|  |  |  |  |  |  | Bureau politique19 à 25 membres                        |  |  |  |  |  |  |  |
|  |  |  |  |  |  |                                                        |  |  |  |  |  |  |  |
|  |  |  |  |  |  | Comité central205 membres                              |  |  |  |  |  |  |  |
|  |  |  |  |  |  |                                                        |  |  |  |  |  |  |  |
|  |  |  |  |  |  | Parti92 millions de membres                            |  |  |  |  |  |  |  |

## Présentation
Le Comité central est élu pour cinq ans lors du Congrès du parti, qui en 2017 rassemblait 2 287 délégués. Bien que le Comité central n’exerce pas son autorité de la même manière qu’une assemblée législative le ferait, il demeure un corps constitué très important dans la mesure où il comprend tous les dirigeants du Parti, de l’État et des armées. Le Comité central a un spectre politique et idéologique plus large que le Politburo.
En 1981, le Comité central du Parti communiste chinois estime que Mao Zedong est le responsable de la révolution culturelle, indiquant dans son rapport Résolution sur l'histoire du Parti : « La révolution culturelle, qui se déroula de mai 1966 à octobre 1976, a fait subir au Parti, à l'État et au peuple les revers et les pertes les plus graves depuis la fondation de la RPC. Elle fut déclenchée et dirigée par le camarade Mao Zedong... ».
Des analystes suggèrent que, dans son effort pour augmenter la démocratie au sein du Parti, Hu Jintao a l’intention de donner plus de pouvoirs au Comité central. De fait, il a pris deux actions significatives : l’annulation de la conférence traditionnelle des dirigeants durant le mois d’août à Beidaihe et la couverture médiatique sans précédent donnée à la session plénière du Comité central d’octobre 2003.

## Historique

### Composition du19eComité central
Le 19e Comité central du Parti communiste chinois (PCC) a été élu le 24 octobre 2017 à Pékin, lors de la séance de clôture du 19e Congrès du parti. Ce nouveau Comité central est composé de 205 membres titulaires et 171 membres suppléants. 
- Liste non exhaustive parmi les 205 nommés des membres connus (ministres ou figures) du Comité central élu en 2017[3].

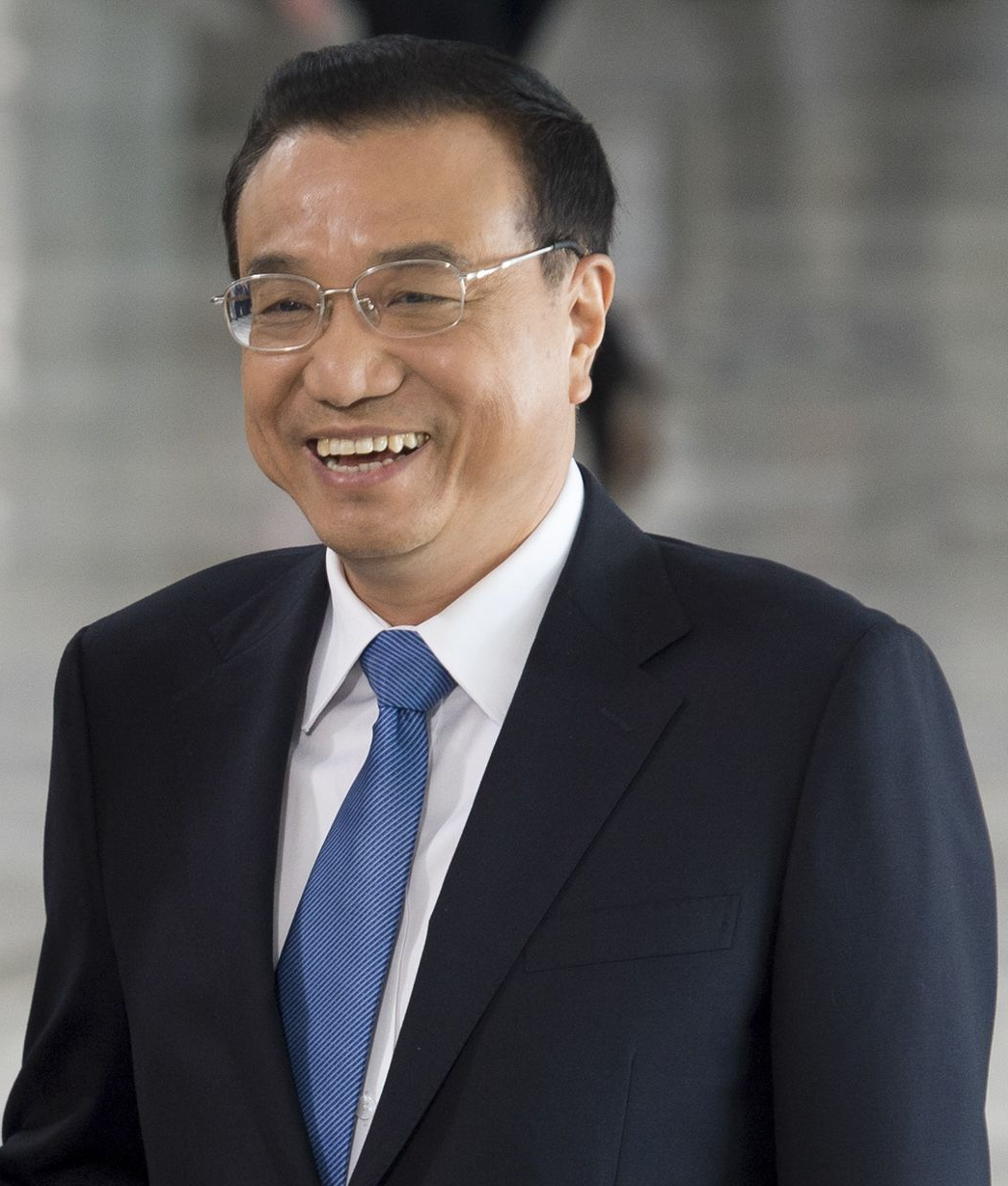
Li Keqiang, Premier ministre
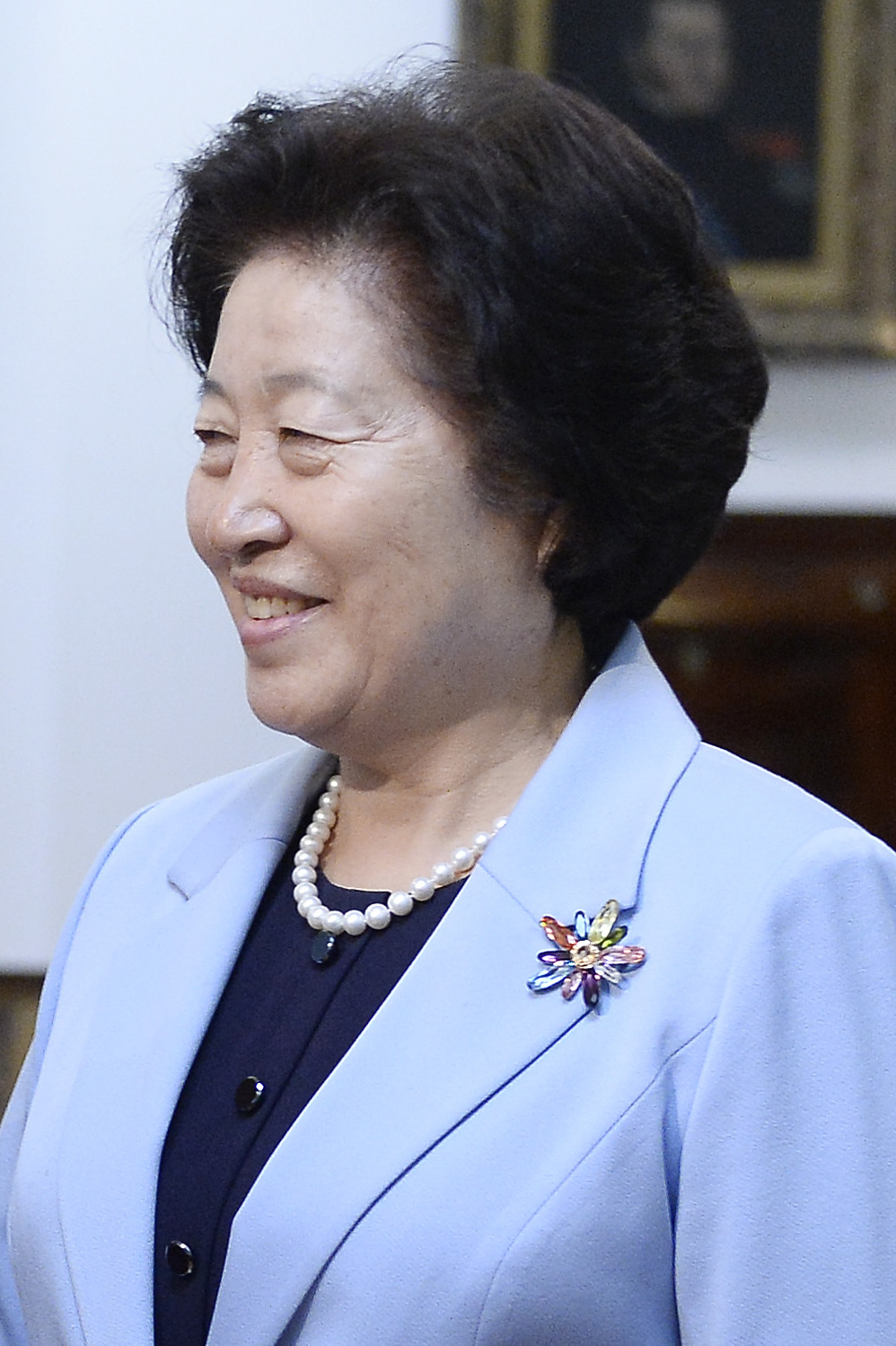
Sun Chunlan, 2e vice-Première ministre
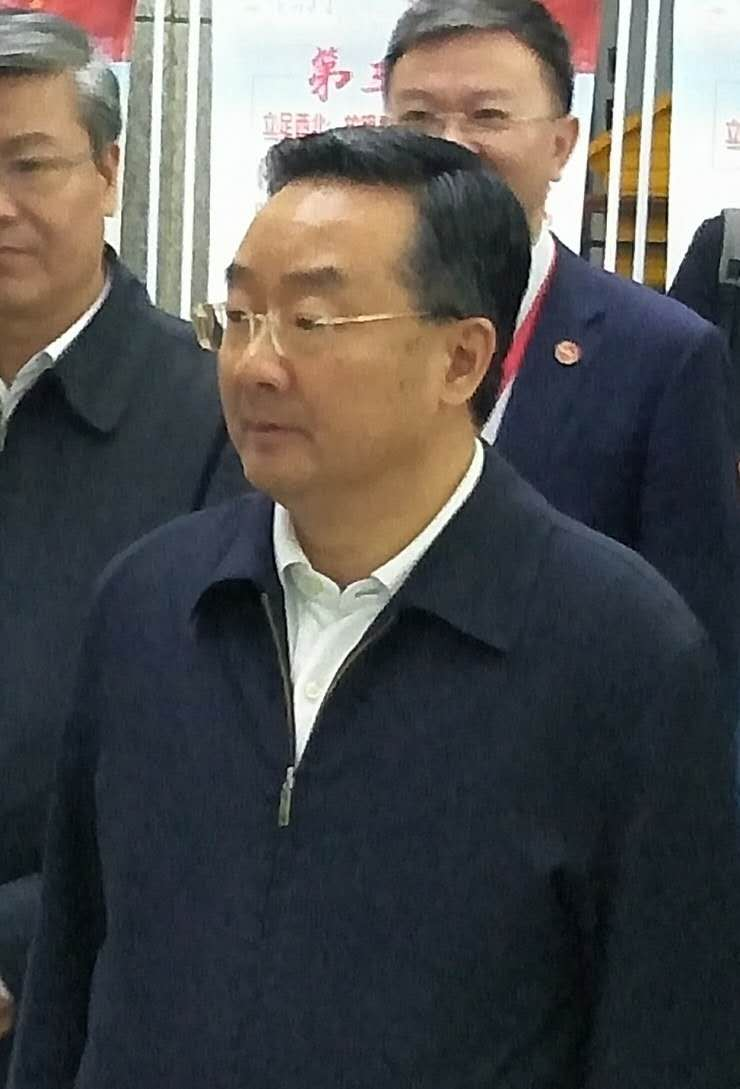
Tang Renjian (en), Ministre de l'Agriculture
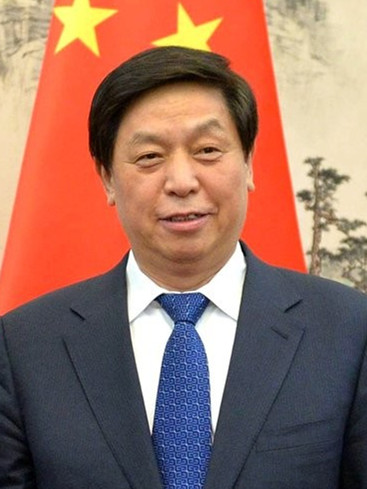
Li Zhanshu, Président du Comité permanent
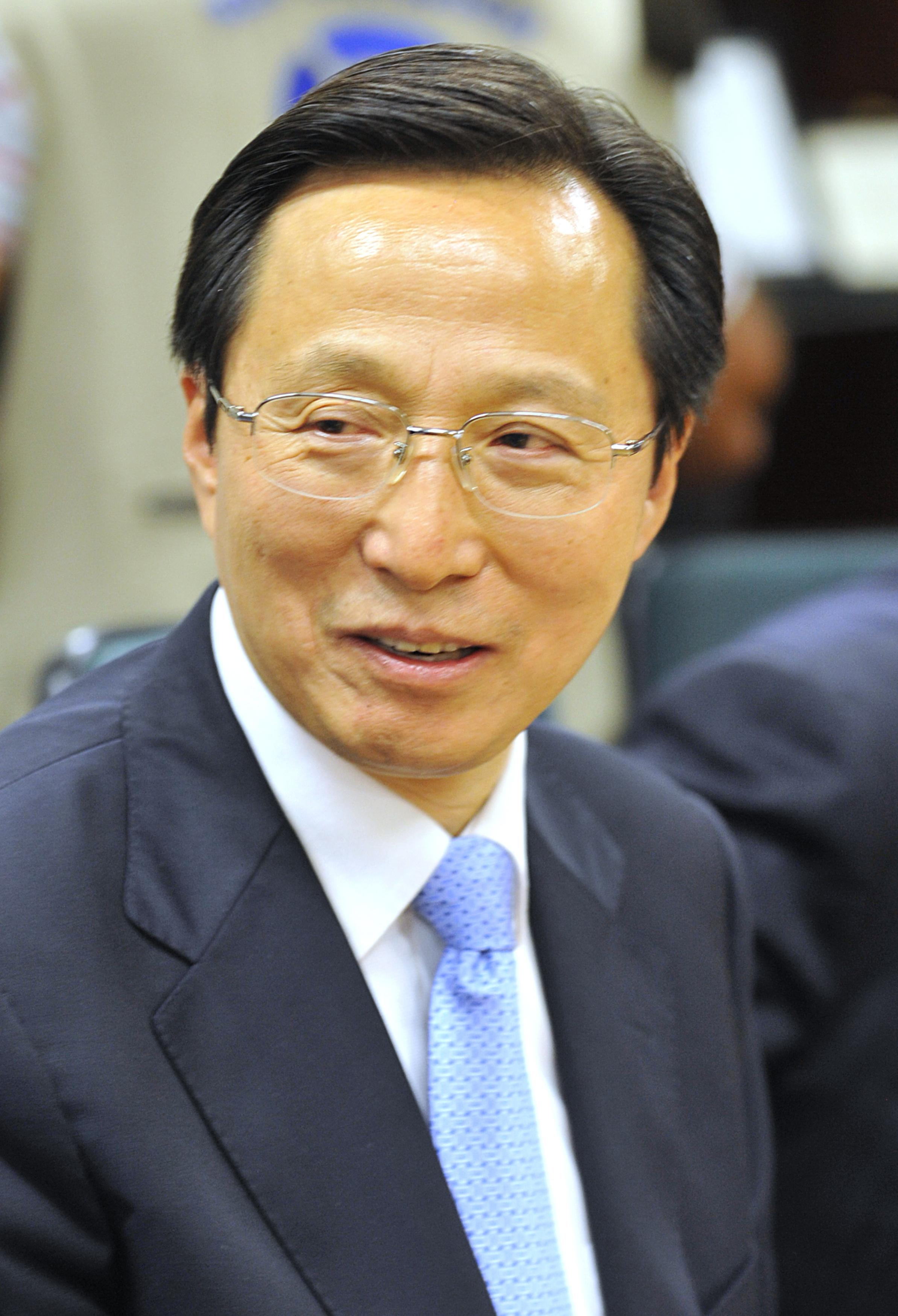
Han Changfu (en), ancien Ministre
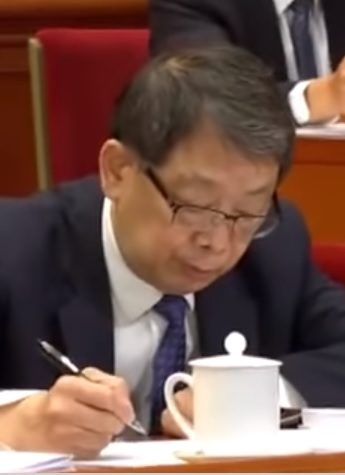
Yang Xiaodu (en)
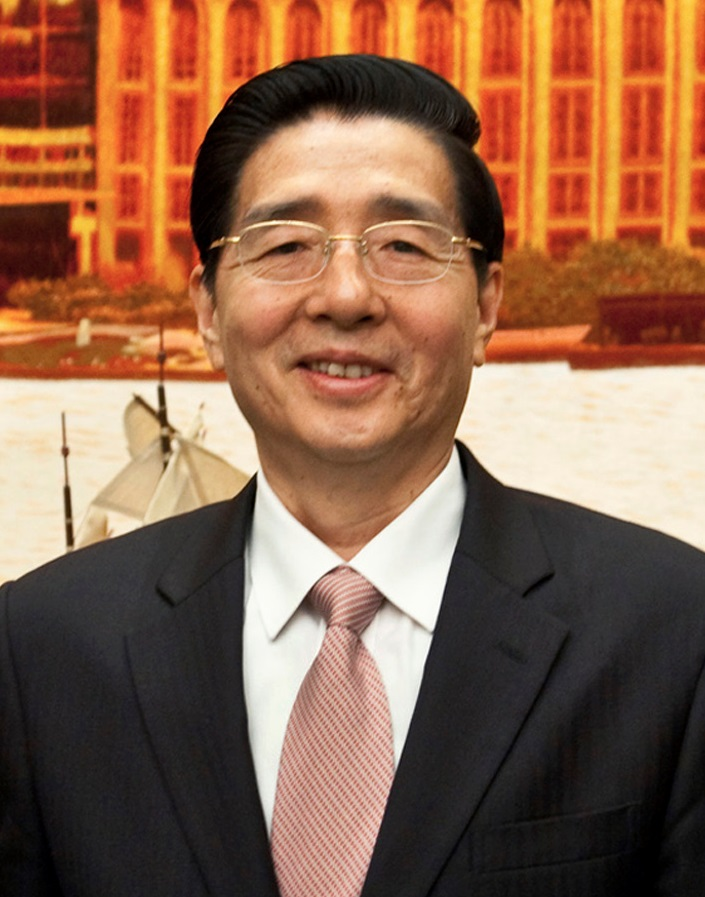
Guo Shengkun
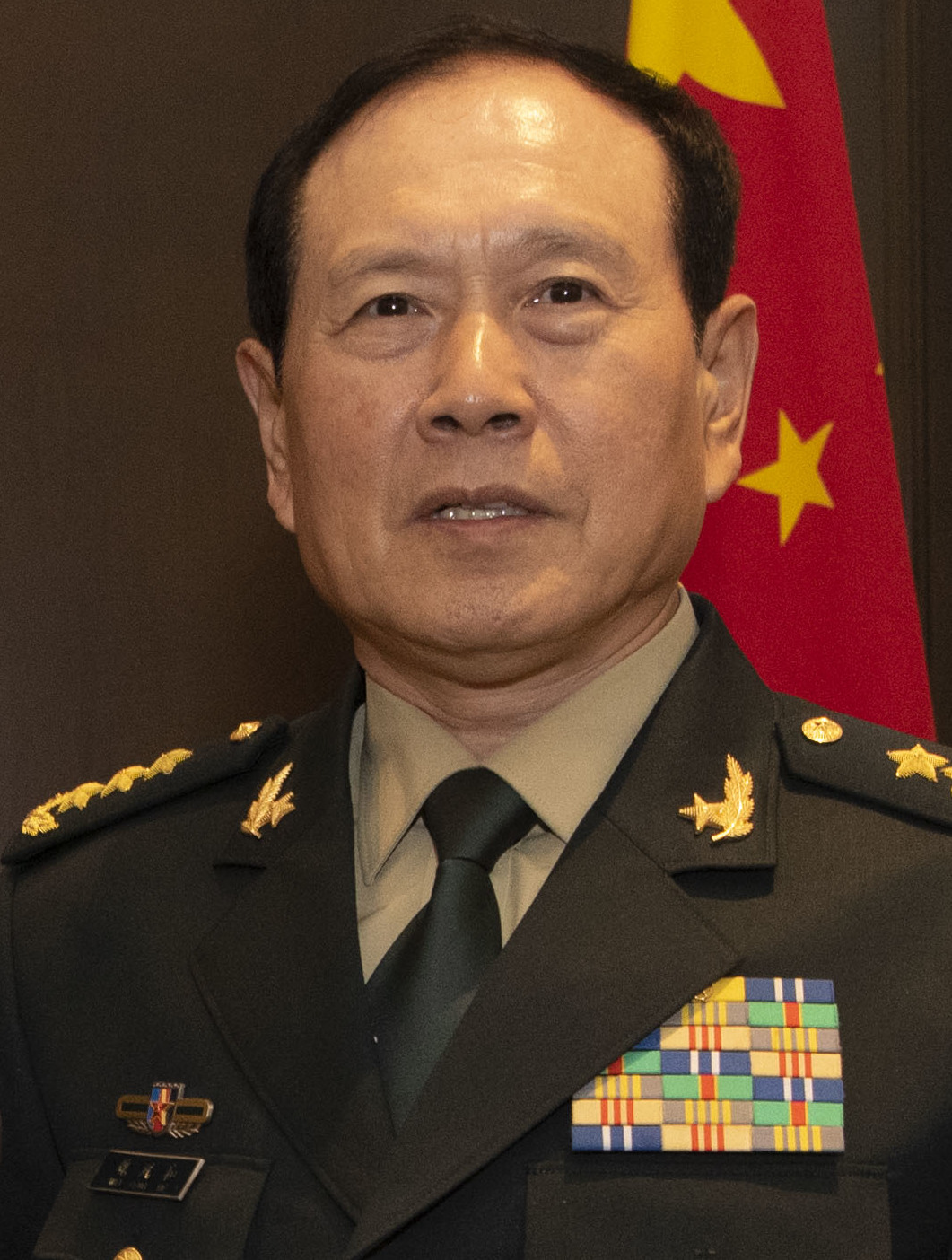
Wei Fenghe
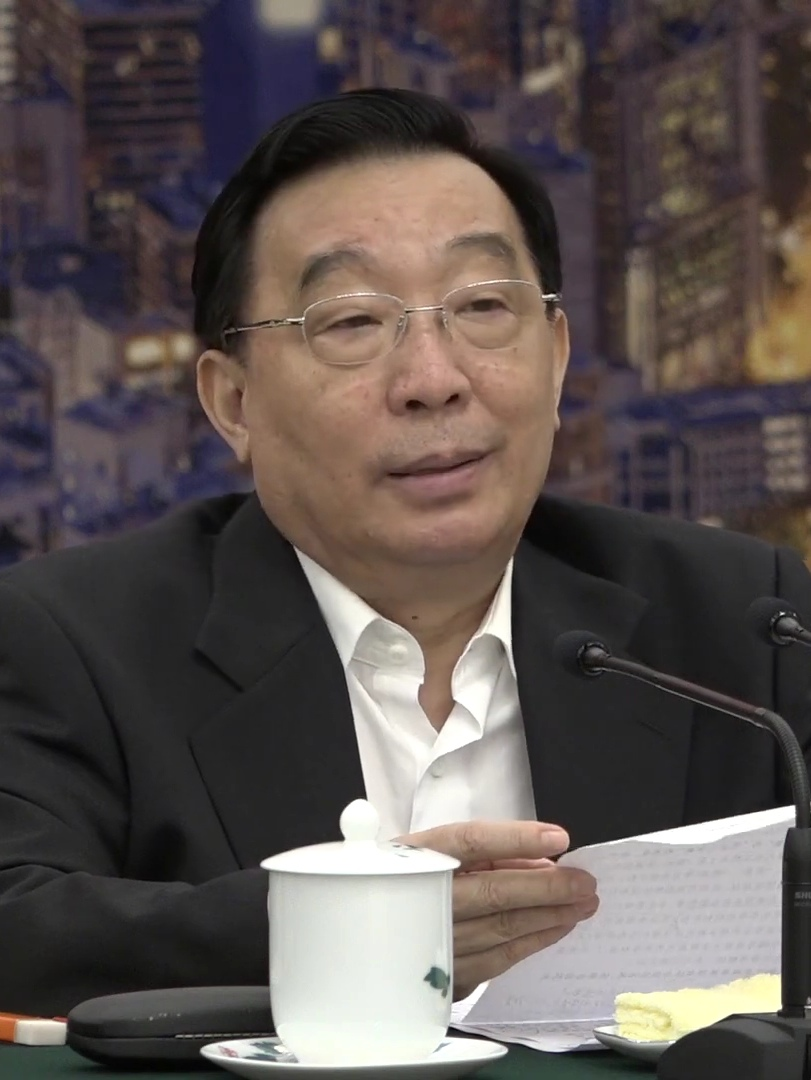
Wang Chen (en)
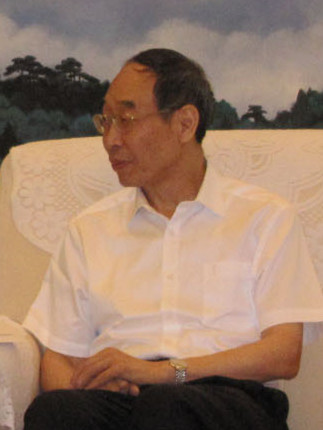
You Quan (en)
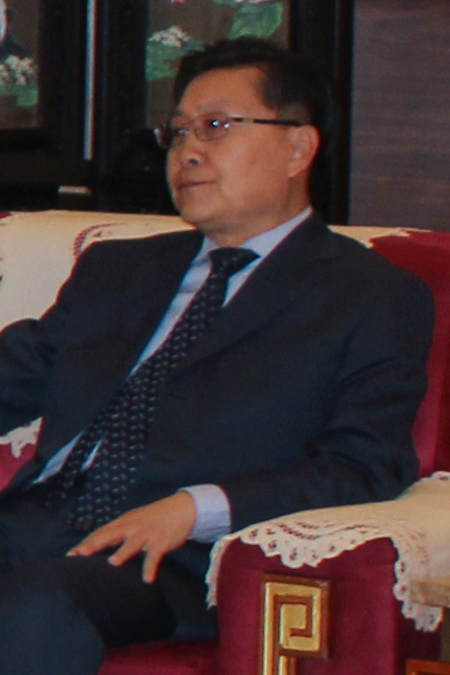
Wang Dongming (en)
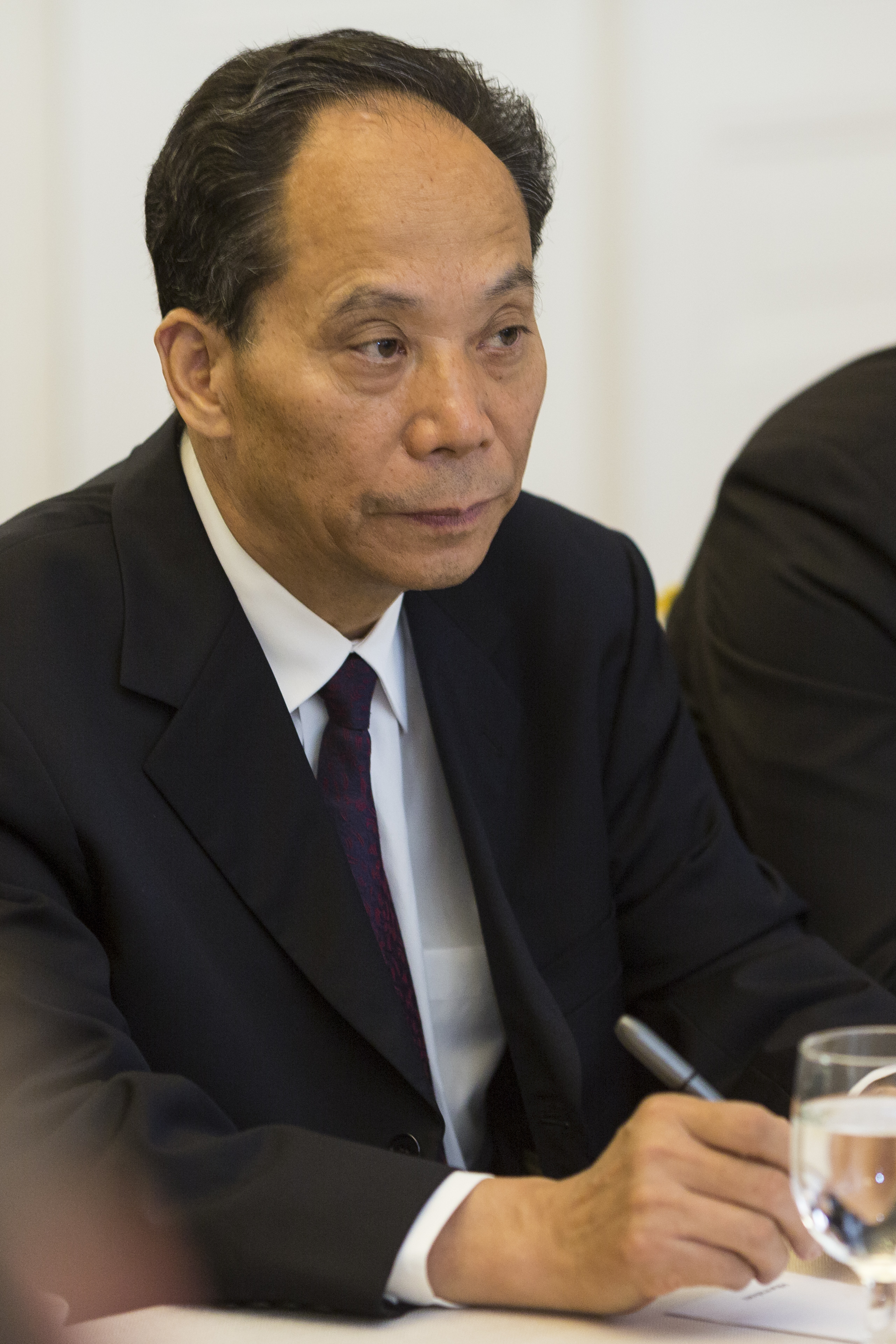
Ji Bingxuan (en)
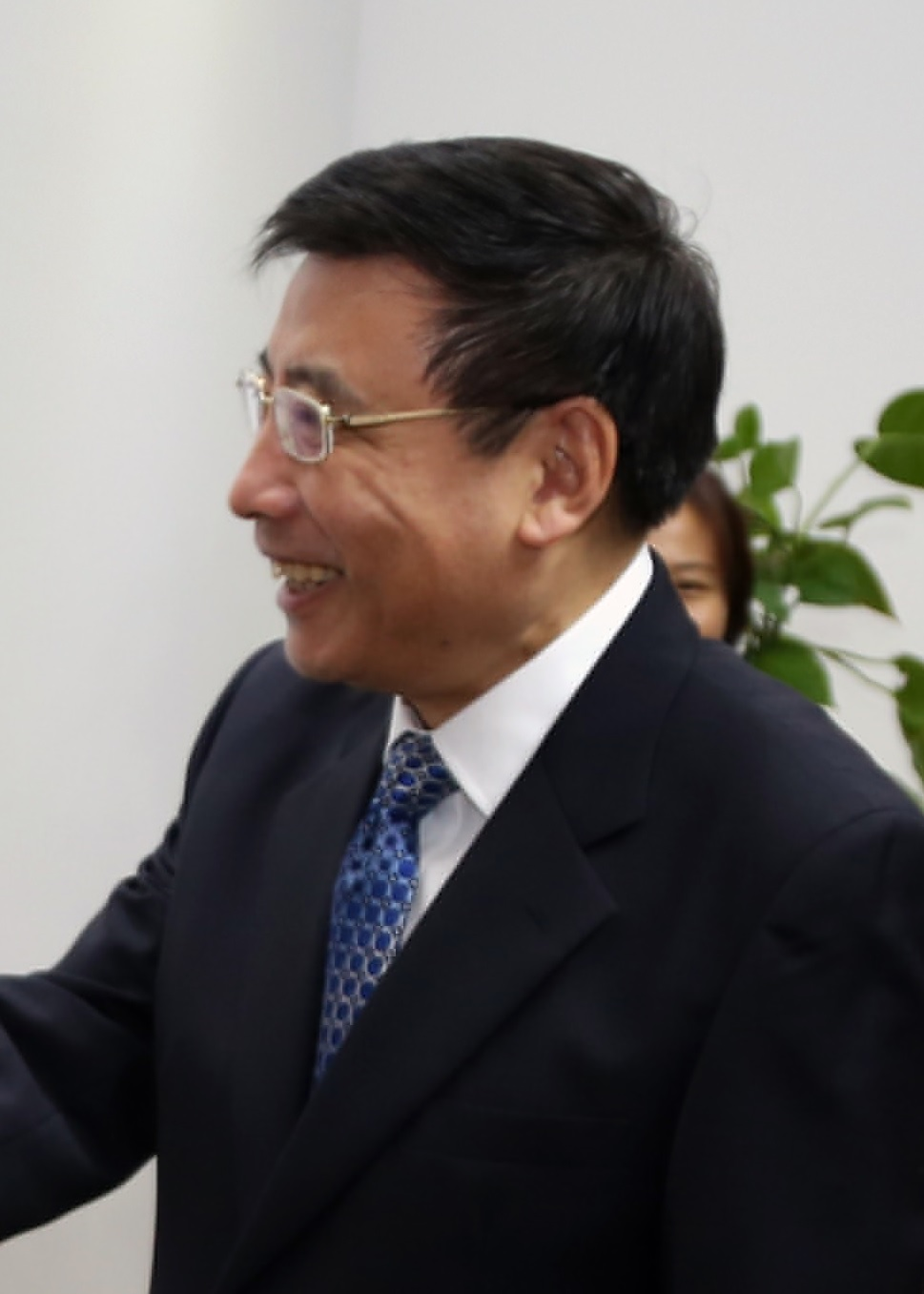
Miao Wei (en)
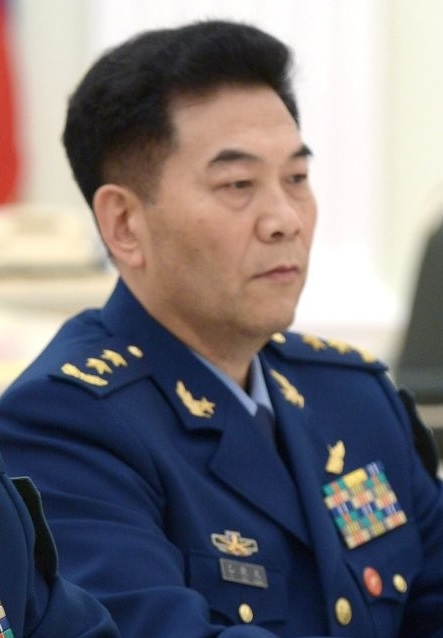
Yi Xiaoguang (en)
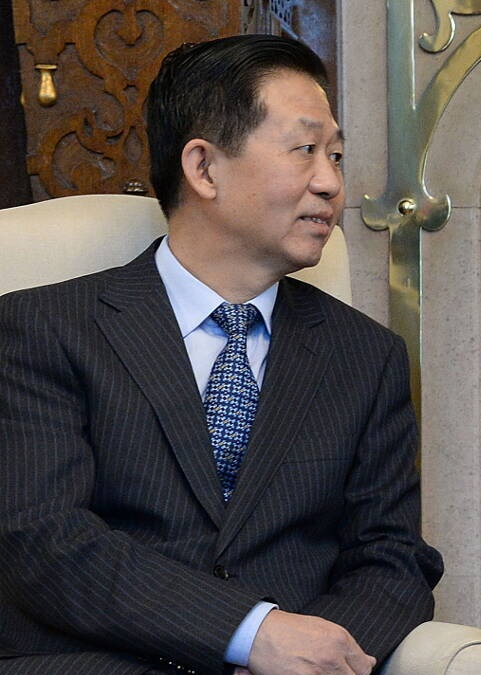
Xiao Jie (en)